# Лойсага, Карлос
Карлос М. Лойсага (исп. Carlos M. Loyzaga; 29 августа 1930, Манила — 27 января 2016, Сан-Хуан) — филиппинский баскетболист и тренер, один из самых именитых игроков филиппинского и азиатского баскетбола XX века. Центровой. Рост — 191 см.

## Биография
Родился в баскской семье. Его отец Хоакин выступал за национальную футбольную сборную Филиппин. Занимался баскетболом с детства, выступал за различные детские команды. После окончания школы Лойсага поступил в колледж Сан-Беда, при росте 191 см играл на позиции центрового, набирал много очков и хорошо играл на подборах. Дважды, в 1951 и 1952 годах, Карлос помог университетской команде выиграть чемпионат студенческой ассоциации Филиппин.
После колледжа играл за профессиональную команду «Пэинтерс», в составе которой неоднократно становился победителем чемпионата Манильской индустриальной коммерческой спортивной ассоциации (MICAA). Также помог команде установить рекорд из 49 побед подряд.
Был одним из ведущих игроков филиппинской сборной в 1950-х и в начале 1960-х годов. Он играл на двух Олимпийских играх (1952 и 1956), четыре раза подряд выигрывал золотые медали Азиатских игр (1951, 1954, 1958, 1962) и два раза подряд золото баскетбольного чемпионата Азии (1960, 1963). В 1954 году помог Филиппины выиграть бронзовую медаль чемпионата мира. Это лучшее достижение азиатских сборных на чемпионатах мира, Филиппины остаются единственной азиатской сборной, завоевавшей медали на баскетбольном чемпионате мира. Сам Лойсага на турнире был третьим по результативности (16,4 очка в среднем за игру) и вошёл в символическую пятерку лучших игроков турнира.
В 1964 году завершил игровую карьеру и перешёл на тренерскую работу. Под его руководством в 1967 году сборная Филиппин выиграла чемпионат Азии, а в 1968 году играла на Олимпийских играх, где заняла 13-е место.

## Достижения
- Победитель студенческого чемпионата: 1951, 1952
- Чемпион MICAA: 1954, 1955, 1956, 1957, 1958, 1959, 1960
- Чемпион Азиатских игр: 1951, 1954, 1958, 1962
- Победитель чемпионата Азии: 1960, 1963, 1967 (как тренер)
- Бронзовый призёр чемпионата мира 1954 года
- Включён в баскетбольный Зал славы Филиппин в 1999 году
- Включён в число лучших филиппинских спортсменов XX века в 2000 году